# The Songs I Love (album Perry’ego Como)
The Songs I Love – album studyjny amerykańskiego piosenkarza Perry’ego Como nagrywany 18 i 19 marca oraz 25 i 26 marca 1963 roku, wydany w lipcu 1963 przez wytwórnię RCA Victor. Jest to jedenasty album wykonawcy wydany w postaci 12-calowej płyty długogrającej LP.

## Lista utworów

### Strona pierwsza
1. „The Songs I Love”
2. „(I Left My Heart) In San Francisco”
3. „Fly Me to the Moon”
4. „Slightly Out of Tune (Desafinado)”
5. „This is All I Ask”
6. „Hawaiian Wedding Song (Ke Kali Nei Au)”

### Strona druga
1. „Days of Wine and Roses”
2. „Carnival”
3. „My Coloring Book”
4. „I Wanna Be Around”
5. „When I Lost You”
6. „What Kind of Fool Am I ?”